# (3130) Hillary
(3130) Hillary ist ein Asteroid des inneren Hauptgürtels, der am 20. Dezember 1981 von dem tschechischen Astronomen Antonín Mrkos am Kleť-Observatorium (IAU-Code 046) bei Český Krumlov entdeckt wurde. Unbestätigte Sichtungen des Asteroiden hatte es schon vorher gegeben, zum Beispiel am 17. Mai 1980 (1980 KO1) am Krim-Observatorium in Nautschnyj.
(3130) Hillary gehört zur Nysa-Gruppe, einer nach (44) Nysa benannten Gruppe von Asteroiden (auch Hertha-Familie genannt, nach (135) Hertha). Die zeitlosen (nichtoskulierenden) Bahnelemente von (3130) Hillary sind fast identisch mit denjenigen des kleineren, wenn man von der Absoluten Helligkeit von 16,3 gegenüber 13,0 ausgeht, Asteroiden (154496) 2003 FK18.
(3130) Hillary ist nach dem neuseeländischen Bergsteiger Edmund Hillary benannt. Antonín Mrkos hatte im Internationalen Geophysikalischen Jahr 1957/58 mit Hillary in der Antarktis zusammengearbeitet. Während Mrkos als Mitglied der 3. Sowjetischen Antarktisexpedition unter Leitung von Jewgeni Tolstikow den Südpol erreichte, war Hillary gemeinsam mit Vivian Fuchs Leiter der Commonwealth Trans-Antarctic Expedition. Die Benennung erfolgte durch die Internationale Astronomische Union (IAU) am 26. Februar 1994. Nach Jewgeni Tolstikow war am selben Tag der von Antonín Mrkos entdeckte Asteroid (3357) Tolstikov benannt worden.